# Високје Мазовјецкје
Високје Мазовјецкје (пољ. Wysokie Mazowieckie) град је у Пољској у Војводству подласком. По подацима из 2012. године број становника у месту је био 9470.
.

## Становништво
| 1946. | 1950. | 1960. | 1970. | 1980. | 2012. |
| ----- | ----- | ----- | ----- | ----- | ----- |
| 2.121 | 2.600 | 3.800 | 5.342 | 6.658 | 9.470 |